# Slaget vid Olkieniki (1706)
Slaget vid Olkieniki var ett fältslag som ägde rum den 6 mars 1706 nära staden Olkieniki i det Polsk-litauiska samväldet (idag Valkininkai i Litauen) under det stora nordiska kriget.

## Bakgrund
Ett svenskt detachement på 1 000 dragoner under befäl av Carl Gustaf Dücker skickades ut av Karl XII från Grodno för att förenas med en större polsk truppavdelning under befäl av Józef Potocki och Jan Kazimierz Sapieha vid Olkieniki, innan de skulle marschera mot Vilna för att säkra vägen till svenska Livland som hade angripits av ryska styrkor ända sedan slaget vid Gemauerthof. Men samtidigt marscherade en allierad styrka bestående av omkring 4 600-7 000 ryska, polska och litauiska soldater under befäl av Christian Felix Bauer, Michał Serwacy Wiśniowiecki och Grzegorz Antoni Oginski i deras riktning för att driva bort de svenskvänliga polsk-litauiska soldaterna innan dessa kunde omgrupperas med sina svenska allierade.

## Slaget
De svenska och rysk-polska styrkorna påträffade varandra utanför staden där en hård strid ägde rum. Svenskarna slog tillbaka två anfall innan de drog sig tillbaka ett avstånd till en närliggande skog, i syfte att få de allierade styrkorna att inleda ett tredje anfall. Samtidigt bevittnades striden från ett avstånd av de svenskvänliga polsk-litauiska soldaterna som fortfarande inte deltog i striderna. Men senare motattackerade svenskarna på egen hand och lyckades slå tillbaka de allierade styrkorna från området, varefter de polsk-litauiska soldaterna från den svenska sidan beslutade att ingripa och förfölja de allierade under en viss sträcka. 

## Följder
Slaget resulterade i mer än 60 skadade svenskar och upp till 50 döda och 100 sårade ryska soldater och ytterligare 70 döda och lika många skadade polsk-litauiska soldater allierade med ryssarna. Svenskarna anlände snart till Vilna där de erövrade huvuddelen av ryssarnas förnödenheter.